# Malahat Ibrahimgizi
Malahat Ibrahimgizi (nascida a 25 de abril de 1958) é uma política do Azerbaijão. Ela é membro da Assembleia Nacional do Partido Novo Azerbaijão desde 2000. É membro da Assembleia Parlamentar da NATO desde 2006 e é membro da Assembleia Parlamentar Euronest.